# Granges-sur-Baume
Granges-sur-Baume korábbi község (település) Franciaországban, Jura megyében. 2016. január 1-jén Crançot és Mirebel községgel egyesült és Hauteroche új község része lett.
Lakosainak száma 130 fő (2018. január 1.). Granges-sur-Baume Nevy-sur-Seille, Baume-les-Messieurs, La Marre és Mirebel községekkel határos.

## Népesség
A település népességének változása:
| Lakosok száma | 199  | 159  | 144  | 134  | 130  | 134  | 130  | 126  | 128  | 130  |
|               | 1962 | 1968 | 1982 | 1990 | 1999 | 2008 | 2011 | 2013 | 2017 | 2018 |